# Il paradiso per davvero (film)
Il paradiso per davvero (Heaven is for Real) è un film del 2014 diretto da Randall Wallace.
Si tratta dell'adattamento cinematografico del libro autobiografico Il paradiso per davvero (Heaven is for Real: A Little Boy's Astounding Story of His Trip to Heaven and Back), scritto da Todd Burpo e Lynn Vincent.

## Trama
Dopo un delicatissimo intervento chirurgico, il piccolo Colton Burpo, un bambino di quattro anni, guarisce da un'appendicite perforata inizialmente non riconosciuta; nei mesi successivi, da vari indizi, frasi e risposte a domande mirate del bambino, il padre Todd scopre che Colton, durante l'intervento, ha avuto un'esperienza di pre-morte: riferisce di essere stato in Paradiso e di aver incontrato Gesù, gli angeli e alcuni componenti defunti della sua famiglia, acquisendo conoscenze non comuni per la sua età, attinenti sia alla religione sia ad alcuni fatti della vita della sua famiglia che non poteva conoscere in alcun modo. Todd è pastore della comunità metodista di Imperial, nella contea del Nebraska, e si pone il problema di capire cosa sia successo al figlio nei momenti drammatici della sua malattia.